# Paulin Frydman
Pour les articles homonymes, voir Frydman.
Paulin ou Paulino Frydman est un joueur d'échecs polonais né le 26 mai 1905 à Varsovie et mort le 2 février 1982 à Buenos Aires.  

## Biographie
En septembre 1939, lors de l'olympiade de Buenos Aires, la Pologne fut envahie par l'Allemagne nazie et Paulin Frydman, de confession juive, décida de rester en Argentine. 
Il reçut le titre de maître international en 1955.

## Palmarès
Champion de Varsovie à quatre reprises (en 1931, 1932, 1933 et 1936), Frydman finit deuxième du championnat de Pologne en 1926 et 1935. 

### Tournois internationaux
Il remporta les tournois de
- Sopot 1930,
- Budapest 1934,
- Helsinki en octobre 1935 (avec 7,5 points sur 8, +7 =1, devant Paul Keres et Gideon Stahlberg) et
- Buenos Aires en mai-juin 1941 (devant Stahlberg et Pilnik[2].

Lors du tournoi de Poděbrady (championnat open de Tchécoslovaquie), disputé en juillet 1936, Frydman commença en marquant 8 points sur 9. À la moitié du tournoi, pendant la dixième ronde, il perdit contre Alexandre Alekhine puis ne marqua plus que 1,5 point lors des sept dernières rondes et finit 6e-7e derrière Flohr, Alekhine, Foltys, Pirc et Stahlberg. 
En mars 1941, il finit 4e-5e du tournoi de Mar del Plata, puis 3e-4e du tournoi de Sao Pedro de Piracicaba en juillet 1941 . Lors de son dernier tournoi à Buenos Aires en août-septembre 1941, il finit troisième derrière Najdorf et Stahlberg.

### Olympiades d'échecs
Paulin Frydman participa à toutes les olympiades de 1928 à 1939 (y compris l'olympiade non officielle de 1936 à Munich où il joua au premier échiquier de la Pologne) et remporta onze médailles (7 médailles par équipe et quatre médailles individuelles) dont la médaille d'or par équipe lors de l'olympiade d'échecs de 1930 à Hambourg.  
- 1928,  à La Haye, olympiade réservée aux amateurs, médaille de bronze par équipe, 6,5 / 12
- 1930, à Hambourg, médaille d'or par équipe, 5 / 9
- 1931, à Prague, médaille d'argent par équipe, 4e des échiquiers de réserve, 6 / 9,
- 1933, à Folkestone, 3e-5e par équipe (4e au départage), médaille de bronze individuelle au deuxième échiquier, 7,5 / 12,
- 1935, à Varsovie, médaille de bronze par équipe, médaille d'argent individuelle au deuxième échiquier, 11,5 / 16 (+7 =9),
- 1936, à Munich, olympiade non officielle, médaille d'argent par équipe, il jouait au premier échiquier, 13 / 20,
- 1937, à Stockholm, médaille de bronze par équipe et médaille de bronze individuelle  au troisième échiquier, 11,5 / 16,
- 1939, à Buenos Aires, médaille d'argent par équipe et médaille d'argent individuelle au troisième échiquier, 13 / 17